# Pokaran
Pokaran è una suddivisione dell'India, classificata come municipality, di 19.186 abitanti, situata nel distretto di Jaisalmer, nello stato federato del Rajasthan. In base al numero di abitanti la città rientra nella classe IV (da 10.000 a 19.999 persone).
A Pokaran si svolgono dal 1970 gli esperimenti nucleari indiani, che sono stati incominciati su iniziativa di Indira Gandhi.

## Geografia fisica
La città è situata a 26° 55' 0 N e 71° 55' 0 E e ha un'altitudine di 232 m s.l.m..

## Società

### Evoluzione demografica
Al censimento del 2001 la popolazione di Pokaran assommava a 19.186 persone, delle quali 10.510 maschi e 8.676 femmine. I bambini di età inferiore o uguale ai sei anni assommavano a 3.588, dei quali 1.927 maschi e 1.661 femmine. Infine, coloro che erano in grado di saper almeno leggere e scrivere erano 10.700, dei quali 7.142 maschi e 3.558 femmine.